# Helene Weiss
Helene Weiss (* 24. Oktober 1898 in Sagan, Provinz Schlesien; † 1951 in Basel) war eine deutsche Philosophin, die zu den bedeutenden Schülern Martin Heideggers zählt.

## Leben
Ihre Eltern waren Hermann Weiss (1852–1921) und Babette Weiss (1872–1943), geb. Rosenbacher. Ihr Vater stammte aus dem mährischen Boskowitz und war später Fabrikbesitzer in Sagan. Ihre Mutter wurde 1872 in Hamburg geboren und verstarb 1943 im englischen Exil in Oxford.
Helene Weiss besuchte von 1905 bis 1914 in Sagan die Höhere Töchterschule und von Ostern 1914 bis Ostern 1915 in Hamburg ein Privatlyzeum, an dem sie das Zeugnis der Lyzealreife erwarb. Von 1915 bis 1918 besuchte sie die Oberrealschule an der Hansastraße in Hamburg, an der sie Ostern 1918 das Abitur ablegte. 1922 legte sie am Realgymnasium in Mannheim das Latinum ab. Von 1919 bis 1936 studierte sie mit Unterbrechungen Philosophie, Geschichte, Klassische Philologie, Theologie, Kunstgeschichte und Archäologie an den Universitäten Marburg, München, Freiburg und Basel. 1930 begann sie mit einer Promotion, die sie 1934 in Freiburg abschloss. Mit der Dissertation „Der Zufall in der Philosophie des Aristoteles“, die wegen der Zeitverhältnisse erst 1942 in Basel unter dem Titel „Kausalität und Zufall in der Philosophie des Aristoteles“ erschienen konnte, wurde sie 1935 an der Universität in Basel bei Herman Schmalenbach und Paul Häberlin promoviert.
Von 1930 bis 1934 besuchte Helene Weiss Vorlesungen und Seminarübungen von Martin Heidegger, dem sie die „Ermöglichung philosophischen Arbeitens […] im entscheidenden Sinne“ zu verdanken habe. An der Universität Basel wurde sie von dem bedeutenden Gräzisten Peter von der Mühll (1885–1970) und von dem Eucken-Schüler Herman Schmalenbach (1885–1950) in ihren sprachlichen und philosophischen Studien gefördert. Mit deren Hilfe setzte sie ab 1937 an der Universität Cambridge in England ihre Aristoteles-Studien fort.

## Mitschriften, Abschriften, Nachschriften von Helene Weiss, Hermann Mörchen und Hans Loewald
Wie auch ihre Mitstudenten Hermann Mörchen (1906–1990), Hans Loewald (1906–1993) und Franz Josef Brecht (1899–1982) fertigte Helene Weiss Mitschriften der von ihr besuchten Vorlesungen Martin Heideggers an, die sie, gehindert durch ihre zeitweilige akademische Abwesenheit, durch Abschriften derjenigen Vorlesungs-Nachschriften, die Brecht, Löwald und Mörchen angefertigt hatten, ergänzte. Dieser umfassende Nachlass von Helene Weiss über Martin Heideggers entscheidende akademische Lehrtätigkeit in den Jahren von 1930 bis 1934, den sie ihrem Neffen, dem Philosophen Ernst Tugendhat (1930–2023), unmittelbar nach dem Ende des Zweiten Weltkrieges übergab, der sie seinerseits dem an der Stanford University lehrenden Philosophen und Heidegger-Forscher Thomas Sheehan (geb. 1941) zu Forschungszwecken 1992 zur Verfügung stellte, harrt immer noch der Auswertung.

## Schriften (Auswahl)
Aufsätze;
- Democritus’ theory of cognition. In: The Classical Quarterly, Bd. 32 (1938), S. 47–56. ISSN 1471-6844.
- The Greek conceptions of time and being in the light of Heidegger’s philosophy. In: Philosophy and Phenomenological Research, Bd. 2 (1941), S. 173–187. ISSN 1933-1592.
- An interpretative note on a passage in Plotinus on eternity and time. In: Classical Philology, Bd. 36 (1941), H. 3. S. 230–239. ISSN 1546-072X.
- Notes on the Greek ideas referred to in van Helmont „De tempore“. In: Isis, Bd. 33 (1941/42) S. 624. ISSN 1545-6994.
- Aristotle’s teleology and Uexküll’s theory of living nature. In: The Classical Quarterly, Bd. 42 (1948), H. 1/2. S. 44–58. ISSN 1471-6844.
- Notes on the Greek ideas referred to in van Helmont „De tempore“. In: Osiris, Bd. 8 (1948). ISSN 0369-7827.

Monographien;
- Martin Heidegger: Lógica. Lecciones de M. Heidegger (semestre verano 1934) en el legado de Helene Weiss. (= Textos y documentos. Clásicos del pensiamento y de las ciencias; Bd. 12). Zweisprachige Ausgabe. Verlag Anthropos, Barcelona 1991. L, 136 S., ISBN 84-7658-305-2. (Einführung und Übersetzung von Víctor Farías).
  - Rezension: Dieter Thomä: Martin Heidegger: „Lógica“. Lecciones de M. Heidegger (semestre verano 1934) en el legado de Helene Weiss. In: Frankfurter Allgemeine Zeitung vom 11. Februar 1992. S. 35.
- Helene Weiss: Der Zufall in der Philosophie des Aristoteles. Wissenschaftliche Buchgemeinschaft, Darmstadt 1967. 202 S. (Nachdruck der Ausgabe Basel 1942)[3]
  - Helene Weiss: Kausalität und Zufall in der Philosophie des Aristoteles. Wissenschaftliche Buchgemeinschaft 1967. (Nachdruck der Ausgabe Basel 1942). Printed in England by Wyndham Printers Limited London. 200 S. (Diss. Univ. Basel 1935)